# Línea SE877 (EMT Madrid)
El Servicio Especial (S.E.) codificado como SE877 de la EMT de Madrid unió la estación de Barajas con el recinto ferial de IFEMA, durante la tarde-noche del 7 de junio de 2025, mientras duró el cierre de la estación de Feria de Madrid con motivo de un evento relacionado con la Fórmula 1.

## Características
Esta línea prestó servicio la tarde-noche del 7 de junio de 2025, uniendo entre sí la estación de Barajas y el recinto ferial de IFEMA, mientras duró el cierre de la estación de Feria de Madrid con motivo del Roadshow Madring.
Su dotación fue de cinco autobuses estándar.

## Paradas
| Código | Ubicación de parada                   | Conexión con Metro |
| ------ | ------------------------------------- | ------------------ |
| 4169   | C/ Playa de Riazor con Av. de Logroño | Barajas            |
| 51182  | Glorieta de Urubamba                  |                    |